# Oxymoron (Band)
Oxymoron war eine Punkband, deren Mitglieder ursprünglich aus Erlangen kommen und heute in Berlin leben. Ihre Musik erinnert an englische Punk- und Oi!-Bands der 1980er.

## Geschichte
Die Anfänge der Band liegen im Herbst des Jahres 1989. Seit dieser Zeit spielten die beiden Cousins Sucker und Björn zusammen mit ihren Freunden Martin und Filzlaus in einer Band, die 1992 in Oxymoron umbenannt wurde.
1993 wurde die Debüt-Single Beware, Poisonous! aufgenommen und Anfang 1994 zunächst in Eigenregie veröffentlicht; im Oktober 1994 wurde die 7" von Helen of Oi! Records in England veröffentlicht.
Nachdem Filzlaus die Band verlassen hatte, erschien auf Helen of Oi! Records im Mai 1995 die LP Fuck the Nineties… Here’s Our Noize. Mit dem neuen Bassisten Arne nahm Oxymoron mit der englischen Streetpunkband Braindance nach gemeinsamen Konzerten die Split-7" Mohican Melodies auf, die im September 1995 auf Knock Out Records erschien. Dieselbe Plattenfirma veröffentlichte 1997 und 1998 ältere Stücke der Band, nachdem im März 1996 die EP Crisis Identity von Arnes Rough Beat Records veröffentlicht wurde und die Band erstmals in den USA Konzerte spielte.
Die zweite LP The Pack Is Back, die im April 1997 erschien, wurde wiederum von Knock Out Records produziert. Im Anschluss spielte Oxymoron Konzerte in Europa und Japan.
1998 wurden das Cock-Sparrer-Cover A.U. für die 7" A Tribute to Cock Sparrer, eine Neuaufnahme von Weirdoz für die Split-EP Irish Stout vs. German Lager mit den Dropkick Murphys sowie die LP Westworld (Knock Out Records, in den USA von Cyclone Records vertrieben) eingespielt; Arne hatte inzwischen die Band verlassen und wurde durch Chrissi ersetzt.
Nach zahlreichen Konzerten (unter anderem in den USA) 1999 erschien wiederum auf Knock Out Records die CD Best before 2000, eine Zusammenstellung aller bisher erschienenen Singles und unveröffentlichter Samplerbeiträge.
2001 erschien Feed the Breed, Konzerte wurden wiederum in den USA und Europa gespielt.
Maddin wurde kurzzeitig durch den Berliner Martin „Abfall“ Maruncak ersetzt, der mit dem Stress auf der USA-Tour nicht zurechtkam und es vorzog, die Band etwa eine Woche vor Tourende sprichwörtlich sitzen zu lassen. Er wurde noch während der Tour durch Davey, den Fahrer/Tourmanager der Band, ersetzt. Dieser war auch auf der bislang letzten Tour der Band 2002 durch Europa mit von der Partie. Seitdem liegt das Projekt auf Eis.
2007 veröffentlichte Sänger Sucker das Soloalbum Sucker Stories unter dem Namen BAD CO. Project, welches stilistisch an die letzte Oxymoron-CD anschließt und auch einige Songs enthält, die ursprünglich für diese Band geschrieben wurden. Unter diesem Namen startete er auch 2008 mit neuen Leuten eine Band, die Anfang 2011 das Album Mission Mohawk herausbrachte, welches als das Erbe von Oxymoron bezeichnet werden kann.
Außerdem veröffentlichte Knock Out Records 2007 eine Doppel-Split-LP Noize Overdose von Bonecrusher und Oxymoron, die neben einigen bisher nicht erschienenen Oxymoron-Liedern auch drei Live-Tracks von einem Konzert in Hamburg aus dem Jahre 1998 enthält. Des Weiteren werden im Saisonfilm 2005/2006 der Ultras Nürnberg – Gate 8 – die Lieder Run from Reality und I’m Genuine als Hintergrundmusik verwendet.

## Diskografie

### Alben
- 1996: Fuck the Nineties… Here’s Our Noize! (Walzwerk Records; USA: GMM)
- 1997: The Pack Is Back (Knockout Records)
- 1997: Fuck the 90s... Here’s Our Noize LP re-release (K.O. Records (grünes Cover))
- 1999: Westworld (K.O. Records, Cyclone Records)
- 2000: Best Before 2000 (Cyclone Records)
- 2001: Feed the Breed (K.O. Records)
- 2007: Sucker Stories (K.O. Records) Solo-Album/Sucker – BAD CO. Project
- 2007: Noize Overdose (K.O. Records) Split Doppel-LP mit Bonecrusher
- 2011: Mission Mohawk (K.O. Records) – BAD CO. Project

### Singles
- 1993: Beware Poisonous (Oxyfactory Records)
- 1994: Beware Poisonous (England Pressung – Helen of Oi! Records)
- 1995: Mohican Melodies Split mit Braindance (K.O. Records)
- 1996: Crisis Identity (Rough Beat Records, Vertrieb K.O.)
- 1996: Streetpunk Worldwide Split mit Braindance, The Discocks, Bottom of the Barrel (Helen of Oi! Records)
- 1998: Crisis Identity re-release (K.O. Records)
- 1998: Beware Poisonous re-release (K.O. Records)
- 1998: A Tribute to Cock Sparrer Sampler (DSS Records/Longshot Music)
- 1998: Irish Stout vs. German Lager Split mit Dropkick Murphys (K.O. Records, USA: Flat Records)
- 2001: Savage Output (K.O. Records exclusiv für die US-"Hit the Road" Tour)
- 2001: Taisho vs. Oxymoron (K.O. Records, Japan: DiscUnion)